# Lukoviště
Lukoviště je malá vesnice, část městyse Kolinec v okrese Klatovy v Plzeňském kraji. Nachází se asi čtyři kilometry severozápadně od Kolince. Lukoviště je také název katastrálního území o rozloze 2,6 km². Na katastrálním území Lukoviště se nachází pramen řeky Úslavy.

## Historie
První písemná zmínka o vesnici pochází z roku 1551.

## Obyvatelstvo
| Rok            | 1869 | 1880 | 1890 | 1900 | 1910 | 1921 | 1930 | 1950 | 1961 | 1970 | 1980 | 1991 | 2001 | 2011 | 2021 |
| -------------- | ---- | ---- | ---- | ---- | ---- | ---- | ---- | ---- | ---- | ---- | ---- | ---- | ---- | ---- | ---- |
| Počet obyvatel | 285  | 275  | 267  | 243  | 255  | 229  | 199  | 83   | 66   | 43   | 44   | 36   | 29   | 27   | 31   |
| Počet domů     | 31   | 38   | 37   | 40   | 45   | 42   | 43   | 23   | 17   | 18   | 16   | 24   | 20   | 21   | 21   |

## Obecní správa
Při sčítání lidu v letech 1850–1920 Lukoviště bylo osadou obce Mlázovy v okrese Klatovy. V letech 1921–1971 bylo samostatnou obcí, se kterým patřilo nejprve do okresu Klatovy, ale v roce 1950 v okrese Sušice a od roku 1960 opět v okrese Klatovy. Od 26. listopadu 1971 do 29. dubna 1976 bylo znovu částí obce Mlázovy v okrese Klatovy, kdy se konaly obecní volby. Od 30. dubna 1976 je částí městyse Kolinec v okrese Klatovy.

## Pamětihodnosti
- Usedlost čp. 12
- Pramen Úslavy
- Kaplička na návsi
- Pomník rudoarmějci

## Další fotografie

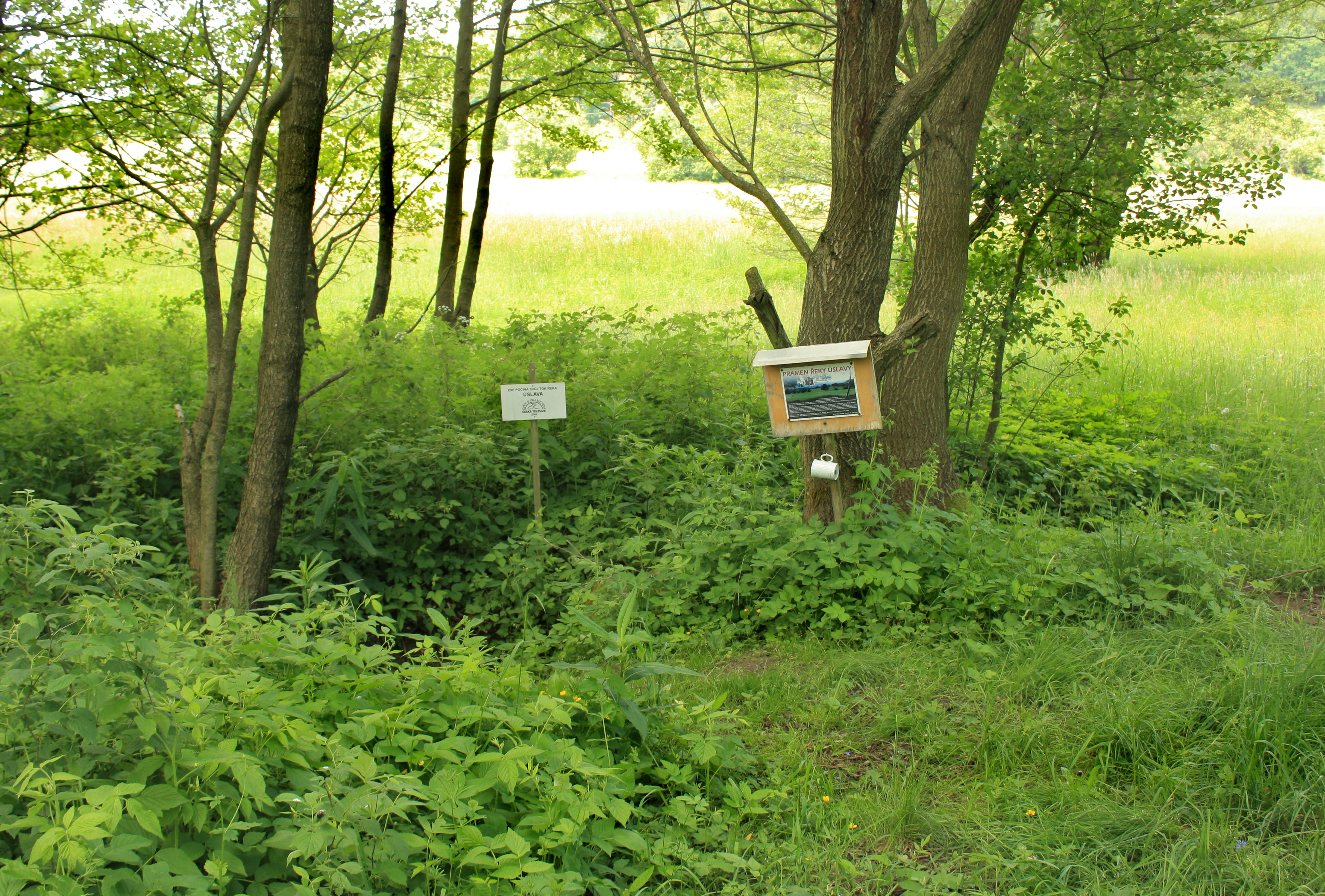
Pramen Úslavy
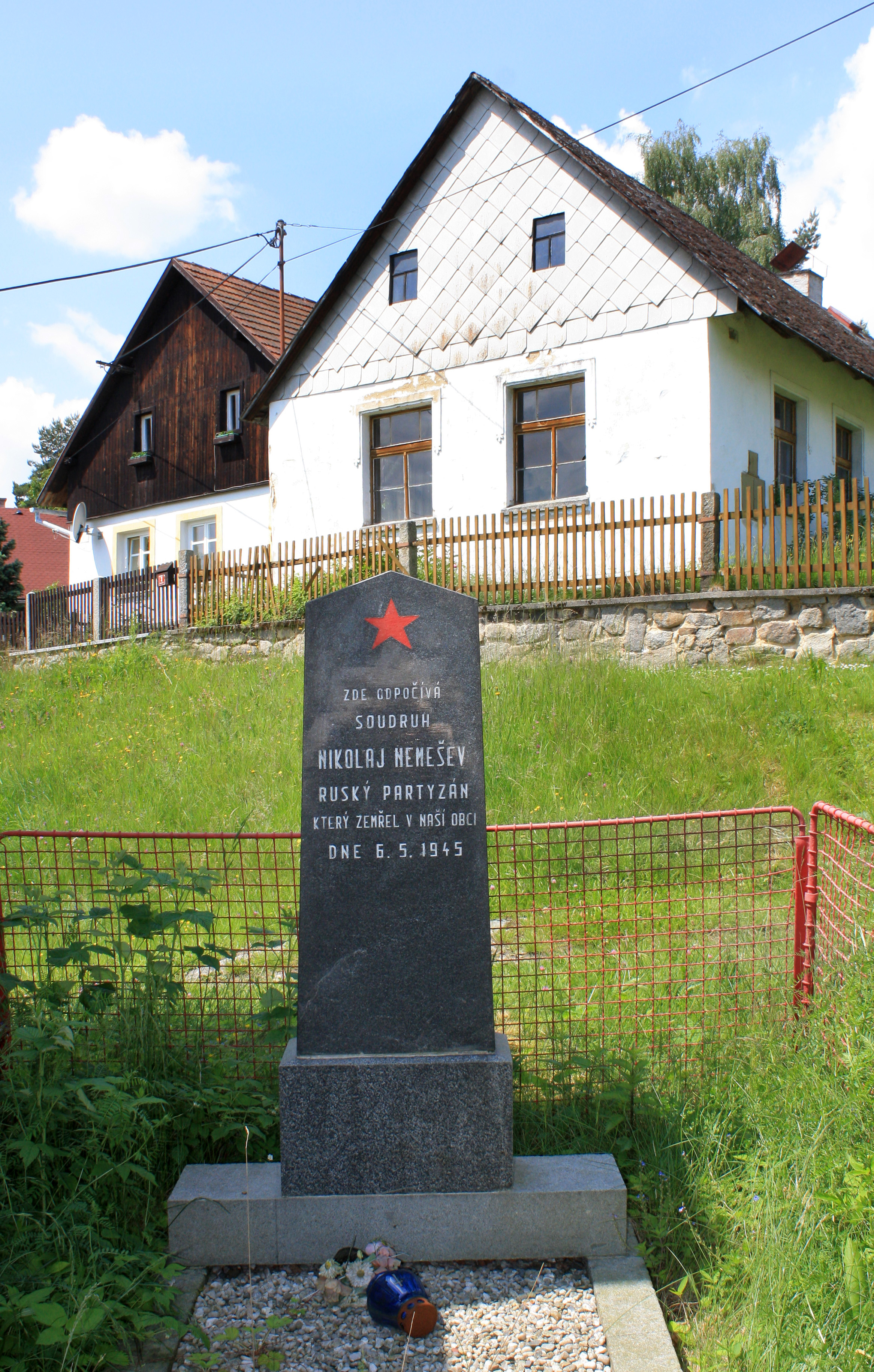
Pomník ruskému partyzánu
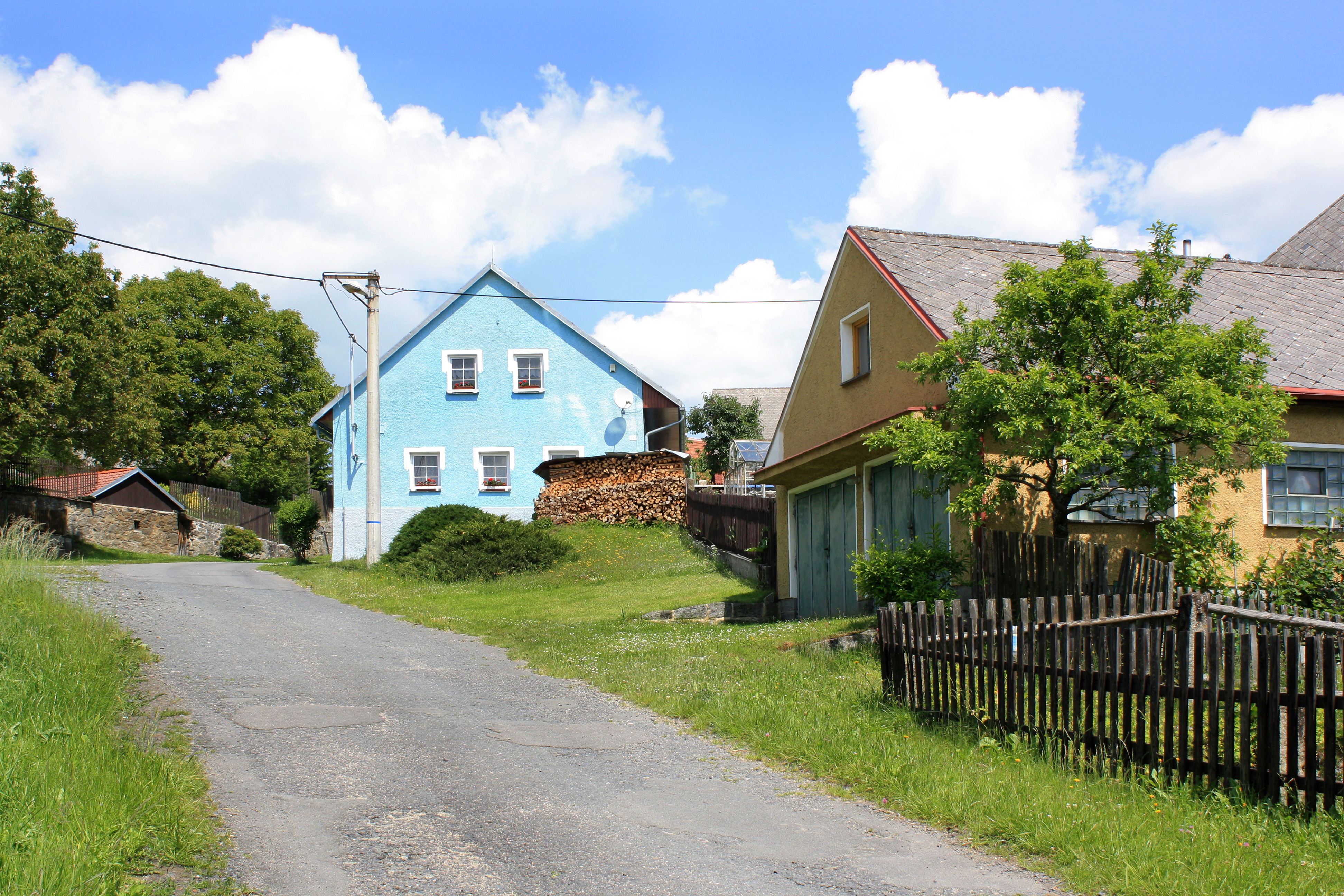
Náves